# Clementina Bouligni Timoni
Clementina Bouligni Timoni   (Constantinoble, 6 d'octubre de 1788 - Dresden, 4 de gener de 1853), anomenada Clementina Bouligni de Pizarro i citat el seu cognom també com Bouligny, va ser una pintora espanyola, que va ser acadèmica d'honor i de mèrit de la Reial Acadèmia de Belles Arts de Sant Ferran de Madrid i acadèmica de mèrit de la de Sant Carles de València.

## Orígens i família
Va néixer a Constantinoble el 6 d'octubre de 1788, en una família de comerciants originaris de Marsella, establerta a Alacant a començaments de segle XVIII i que es va dedicar a negocis d'exportació i importació i d'altra índole entre l'Atlàntic i el Mediterrani. Era filla del diplomàtic José Eliodoro Bouligini y Marconié, natural d'Alacant, que va ocupar el càrrec de ministre plenipotenciari del rei d'Espanya a diverses corts europees, i de Teresa Timoni y Quirico, nascuda, com la seva filla, a la llavors capital otomana.
Es va casar el 18 d'agost de 1814 a París amb José de García de León y Pizarro, que va ser conseller d'estat i cavaller de l'orde de Carles III. El matrimoni va tenir quatre fills: José (1818), Teodoro (1820), Federico (1824) i Matilde (1832). El matrimoni va viure principalment a Madrid, tret del període de 1818 a 1819, que van residir a València per haver estat desterrat el seu marit.

## Activitat artística
Bouligni és coneguda per haver conreat la pintura, si bé Manuel Ossorio la considera una pintora d'afecció. Val a dir que amb el seu marit va compartir la passió per la pintura, ambdós van engrandir una notable col·lecció particular que havia estat iniciada pel sogre de Bouligni. A més, com a filla i esposa de diplomàtics, va recórrer diverses capitals europees, quelcom que li va permetre visitar diversos museus i col·leccions privades. L'any 1817 va enviar un dibuix al pastel a l'infant Carles Maria Isidre de Borbó, que llavors era el cap de la Reial Acadèmia de Belles Arts de Sant Ferran, oferint-lo a la institució. Arran d'això, i probablement per la influència del seu marit, que llavors era ministre d'Estat i, com a tal, protector de l'acadèmia, a més d'impulsor del Museu del Prado, Bouligni va ser nomenada acadèmica d'honor i mèrit. L'obra presentada, Dos caps femenins, de fet una còpia d'un detall de El rapte d'Elena de Guido Reni, va ser present a l'Exposició de l'Acadèmia de 1840.

### Acadèmica de Sant Ferran i Sant Carles
El juliol de 1818 va entrar a formar part de la Junta de Dames Acadèmia d'Honor i Mèrit encarregada de la gestió de l'Estudi de Dibuix femení dependent de l'acadèmia, a la qual va pertànyer almenys fins a 1850. El 1819, estant a València pel desterrament del seu marit, va sol·licitar a la Reial Acadèmia de Sant Carles el títol d'acadèmica de mèrit, que va obtenir l'11 de juliol del mateix any després de presentar l'obra al pastel Un ancià de mig cos llegint, de la qual es desconeix actualment la ubicació. El 1830, poc després de la seva fundació, va ser elegida addicta de mèrit del Conservatori de Madrid.

## Mort
Va morir a la ciutat alemanya de Dresden el 4 de gener de 1853.